# Liste der Kulturgüter in Villarzel
Die Liste der Kulturgüter in Villarzel enthält alle Objekte in der Gemeinde Villarzel im Kanton Waadt, die gemäss der Haager Konvention zum Schutz von Kulturgut bei bewaffneten Konflikten, dem Bundesgesetz vom 20. Juni 2014 über den Schutz der Kulturgüter bei bewaffneten Konflikten sowie der Verordnung vom 29. Oktober 2014 über den Schutz der Kulturgüter bei bewaffneten Konflikten unter Schutz stehen.
Objekte der Kategorie A sind im Gemeindegebiet nicht ausgewiesen, Objekte der Kategorie B sind vollständig in der Liste enthalten, Objekte der Kategorie C fehlen zurzeit (Stand: 1. Januar 2023).

## Kulturgüter
| Foto |                                                                                          | Objekt                                                                                            | Kat. | Typ | Standort                               | Beschreibung |
| ---- | ---------------------------------------------------------------------------------------- | ------------------------------------------------------------------------------------------------- | ---- | --- | -------------------------------------- | ------------ |
| BW   | Datei hochladen · Wikidata zu Haus Bize mit Drillingsfenstern (Q29891614)                | Maison Bize mit Drillingsfenstern / Maison Bize avec fenêtres en triplet KGS-Nr.: 06549           | B    | G   | Impasse En la Ville 27 559978 / 177861 |              |
| BW   | Datei hochladen · Wikidata zu Burghügel des alten Schlosses von Châtelard (Q29891617)    | Feudale Motte / Motte féodale KGS-Nr.: 06550                                                      | B    | F   | 560140 / 178169                        |              |
| ja   | Datei hochladen · Wikidata zu Reformierte Kirche Saint-Georges (Q29891611)               | Reformierte Kirche Saint-Georges / Église réformée Saint-Georges KGS-Nr.: 14762                   | B    | G   | Impasse En la Ville 33 560121 / 178014 |              |
| BW   | Datei hochladen · Wikidata zu Le Ressat, mittelalterliche Befestigungsanlage (Q29891612) | Le Ressat, mittelalterliche Befestigungsanlage / Le Ressat, site fortifié médiéval KGS-Nr.: 14763 | B    | F   | 559840 / 178200                        |              |